# Ricardo Candeias
Ricardo Candeias, né le 29 mai 1980 à Évora, est un handballeur international portugais

## Biographie

### Enfance et formation
Ricardo Candeias débute le handball à neuf ans dans le club de sa ville natale, le Évora Andebol Clube.

### Professionnel au Portugal (1998-2015)
Ricardo Candeias intègre le FC Porto en 1998. Il dispute plusieurs campagne européenne.
Candeias part jouer deux saisons Setúbal à puis une à Belenenses.
Il dispute plusieurs campagne européenne avec le FC Porto. Il quitte Porto en 2009 pour le Benfica.
En 2013, Candeias quitte le Benfica pour l'autre club de la ville, le Sporting Portugal,.

### Passage en France (depuis 2015)
À l’été 2015, Candeias signe à Pontault-Combault. Dès sa première saison, il est élu meilleur gardien de Proligue. En 2016-2017, le portier pointe en tête du classement du nombre d’arrêts avec 148 arrêts après 12 journées.
Début 2017, à l'échauffement avec un match contre Chartres, Candeias se blesse à l’œil (décollement de la rétine), doit être opéré et ne joue plus jusqu'à la fin de saison. Avant la blessure, il a 10 sur 10 aux deux yeux et devient myope et astigmate de cet œil. Il porte une lentille pour corriger cela et des lunettes de protection en match.
En 2017, le Portugais rejoint le Chartres MHB 28 pour un an, club d'une ville jumelée à son lieu de naissance. En Eure-et-Loir, il retrouve son compatriote Fabio Magalhaes. À Chartres, Candeias a aussi pour rôle de gérer les entrainements des gardiens de but, des plus jeunes jusqu’au Centre de Formation. « J’entrainais déjà des jeunes gardiens au Portugal, j’apprécie beaucoup ce rôle. La transmission de mes connaissances et de mon expérience est très importante pour moi ».

### En équipe nationale
Ricardo Candeias compte environ 160 sélections en équipe nationale dont 80 en sélection A,, avec qui il joue deux championnats d'Europe et deux championnats du monde.

## Palmarès
- Championnat du Portugal (1)
  - Champion : 1999 avec Porto
- Coupe du Portugal (4)
  - Vainqueur : 2006, 2007 avec Porto puis 2012 et 2013 avec Benfica
- Coupe de la Ligue (2)
  - Vainqueur : 2005 et 2008 avec Porto
- Supercoupe du Portugal (2)
  - Vainqueur : 2000 et 2001 avec Porto

- Championnat de France D2 (1)
  - Champion : 2019